# StarOffice
Chronologie des versions
Oracle Open Office (d) et Apache OpenOffice
StarOffice, connue brièvement sous le nom d'Oracle OpenOffice avant d'être abandonnée en 2011, était une suite bureautique multiplate-forme (Windows, GNU/Linux, Solaris) appartenant à Star Division, éditée par Sun Microsystems puis Oracle et basée, à partir de la version 6, sur le projet OpenOffice.org.
La diffusion d'Oracle OpenOffice a pris fin en avril 2011.

## Historique
À l'origine créé par StarDivision, une société d'édition de logiciels allemande, StarOffice a été intégré à l'offre Sun après son rachat de StarDivision.
La version 5.1 était utilisable librement pour tout utilisateur privé, particulièrement les étudiants, en obtenant un numéro de série directement délivré par Sun. Puis, avec la version 5.1a en juin 2000, Sun a offert la suite gratuitement à tout le monde, dans le but avoué de faire de l'ombre à Microsoft. [réf. souhaitée]
Sun a ensuite mis la plus grande partie du code sous licence LGPL et de là est partie la branche libre OpenOffice.org. Cette dernière continue à être librement téléchargeable et utilisable, son développement se faisant indépendamment de la section StarOffice qui, lui, se repose sur les avancées apportées par OpenOffice.org dont le code est incorporé à la solution commerciale.
La dernière version du produit, StarOffice 9, a été publiée en novembre 2008. Cette version est basée sur OpenOffice.org 3.0.

Chronologie des principaux dérivés de StarOffice et OpenOffice.org. StarOffice est en violet.

## Objectifs et caractéristiques
StarOffice concurrence Microsoft Office et propose divers ajouts propriétaires par rapport à OpenOffice.org :
- Certaines polices de caractères (en particulier pour les langages asiatiques)
- La base de données Adabas D (à partir de la version 2, OOo possède le module Base)
- Des modèles
- Une galerie de clipart plus importante
- Des fonctionnalités de tri pour les versions asiatiques
- Des filtres de conversion de fichier
- Des dictionnaires plus complets
- Une documentation réalisée par Sun
- Ainsi qu'un support téléphonique.